# Квилецкие
Квилецкие (пол. Kwilecki) — польский дворянский и графский род герба Шренява, восходящий к началу XV века.
Франц Квилецкий был польским посланником при дворе Фридриха Великого. Его внук Иосиф получил в 1816 году графский титул в Пруссии. Род графов Квалецких был внесён в списки дворян Царства Польского.

## Описание герба
В щите с графскою короною, в золотом поле, белый орел; на груди орла щиток, в красном поле которого серебряная река, текущая вкось от правого угла к левому, а над рекою серебряный крест.
Над графскою короною шлем стальной, дворянскою короною увенчанный, с золотыми решетками и золотою же медалью, на цепи висящею. В навершье шлема пять страусовых перьев. Намёт красный, с золотым подбоем. Герб графов Квилецких внесён в Часть 1 Гербовника дворянских родов Царства Польского, стр. 20.